# Sieteiglesias de Tormes
Sieteiglesias de Tormes è un comune spagnolo di 171 abitanti situato nella comunità autonoma di Castiglia e León.